# قلعه سنگ سیرجان
قلعه سنگ سیرجان مربوط به دوره ساسانیان - دوران‌های تاریخی پس از اسلام است و در ۷ کیلومتری جنوب شرقی سیرجان واقع شده و این اثر در تاریخ ۲۴ شهریور ۱۳۱۰ با شمارهٔ ثبت ۵۳ به‌عنوان یکی از آثار ملی ایران به ثبت رسیده‌است.
در شمال قلعه سنگ و به فاصله ۵ متری حصار داخلی، پلکانی منبر مانند از جنس سنگ سفیدی آهکی یکپارچه وجود دارد. بر روی بدنه جنوبی این پلکان به خط نسخ عبارت زیر نوشته شده‌است:
«العادل المظفر من السماء بالنصر و العز و الفتح المبین عماد الحق و الدین الواثق بالملک الصمد بالخیرات (؟) السلطان احمد خلد الله السلطانه اقل ممالیک سلطانی فی سنه تسع و ثمانین و سبعمائه» (۷۸۹ هجری قمری)
چنان‌که از متن کتیبه برمی‌آید، این نوشته در سال چهارم حکومت عمادالدین احمد، سلطان سلسله آل مظفر در آخرین سال‌های حکومتش بر سیرجان (۷۹۵–۷۸۶ هجری قمری) کنده شده‌است. پرویز ورجاوند (استاد باستان‌شناسی دانشگاه تهران) معتقد است که این پلکان سنگی متعلق به زمان‌های بسیار کهن و مربوط به پیش از اسلام است و آن را جزئی از یک آتشدان وابسته به یک نیایشگاه می‌داند. اگرچه ابوالقاسم حاتمی قبول دلایل ارائه شده توسط پرویز ورجاوند را مشکل می‌داند.